# Czystek żywicowy
Czystek żywicowy (Cistus ladanifer) – gatunek rośliny z rodziny czystkowatych. Gatunek rodzimy zachodniego regionu Morza Śródziemnego. Jest źródłem żywicy ladanum.

## Morfologia

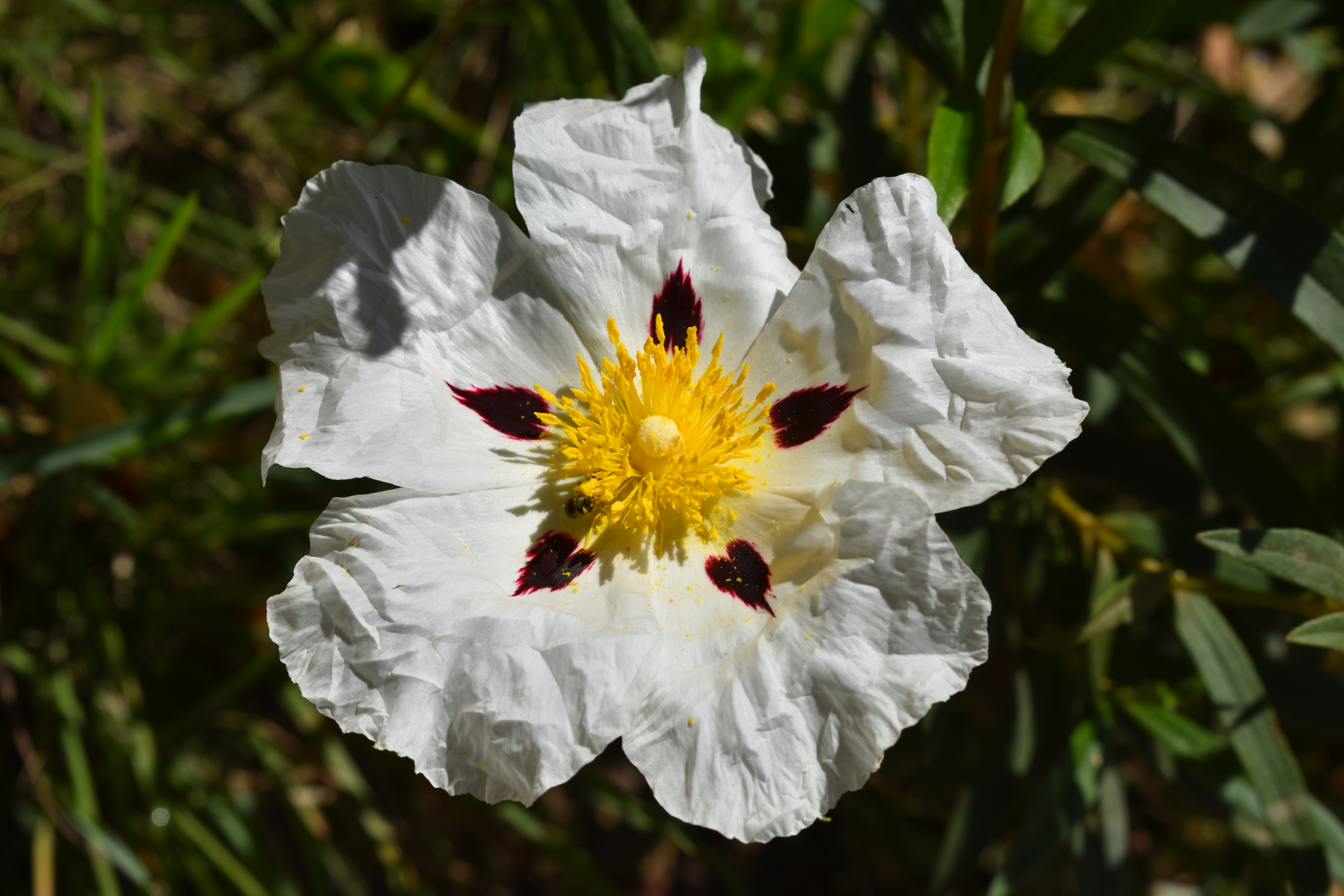
Kwiat

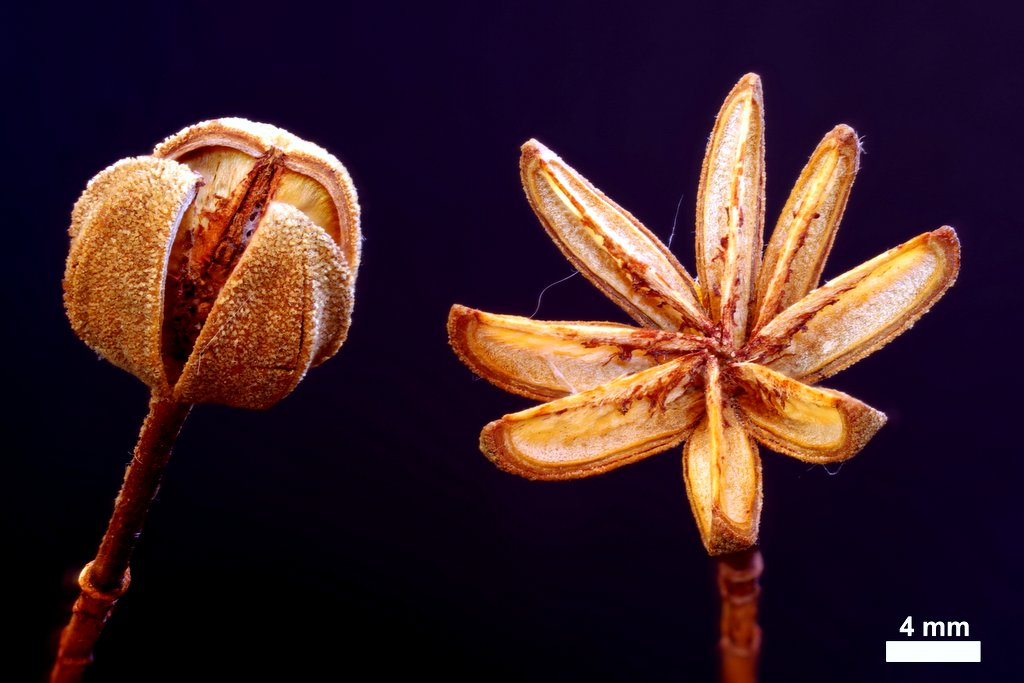
Owoc

Krzew dorastający do 1–2,5 m wysokości i szerokości. Liście są wiecznie zielone, lancetowate, o 3–10 cm długości i 1–2 cm szerokości, ciemnozielone z wierzchu i jaśniejsze od spodu. Kwiaty są średnicy 5–8 cm, z 5 cienkimi, białymi płatkami, zwykle z czerwoną lub bordową plamką u nasady, z żółtymi pręcikami i słupkami. Cała roślina jest lepka.

## Ekologia
Czystek ten jest rośliną klimatu śródziemnomorskiego – znosi zarówno długie letnie susze, jak i zimne dni. Jest rośliną ekspansywną na porzuconych gruntach rolnych i murawach w górskich regionach środkowej Hiszpanii i znacznej części południowej Portugalii. Tworzy mikoryzę z borowikiem szlachetnym, krwistoborowikiem purpurowym i lakówką pospolitą.

## Systematyka

### Zmienność
Szerokie rozmieszczenie i zróżnicowanie morfologiczne C. ladanifer w północnej Afryce, na Półwyspie Iberyjskim i w południowej Francji zaowocowało rozpoznaniem trzech podgatunków: subspp. ladanifer, sulcatus i africanus/mauritianus.
- C. ladanifer subsp. ladanifer – endemit Półwyspu Iberyjskiego, Francji, Maroka i Balearów[5].
- C. ladanifer subsp. mauritianus Pau & Sennen – endemiczny dla Maroko, Algierii i południowej Hiszpanii (prowincja Malaga)[6].
- C. ladanifer subsp. sulcatus Demoly, syn. C. palhinhae Ingram – endemit zachodniego wybrzeża Portugalii[6][7].

### Pozycja systematyczna i relacje filogenetyczne
C. ladanifer jest umieszczony w grupie C. salvifolius znajdującej się w kladzie gatunków Cistus charakteryzującym się białymi i biało-różowymi kwiatami.
Metody datowania filogenetycznego i dywergencji wykazały, że C. ladanifer wyodrębnił się w plejstocenie, długo po otwarciu Cieśniny Gibraltarskiej około 5 milionów lat temu, co potwierdza hipotezę dyspersji tego gatunku. Chociaż jego nasiona spadają blisko rośliny matecznej, C. ladanifer mógł z powodzeniem się rozproszyć ze względu na to, że preferuje zaburzone siedliska.

## Użyteczność

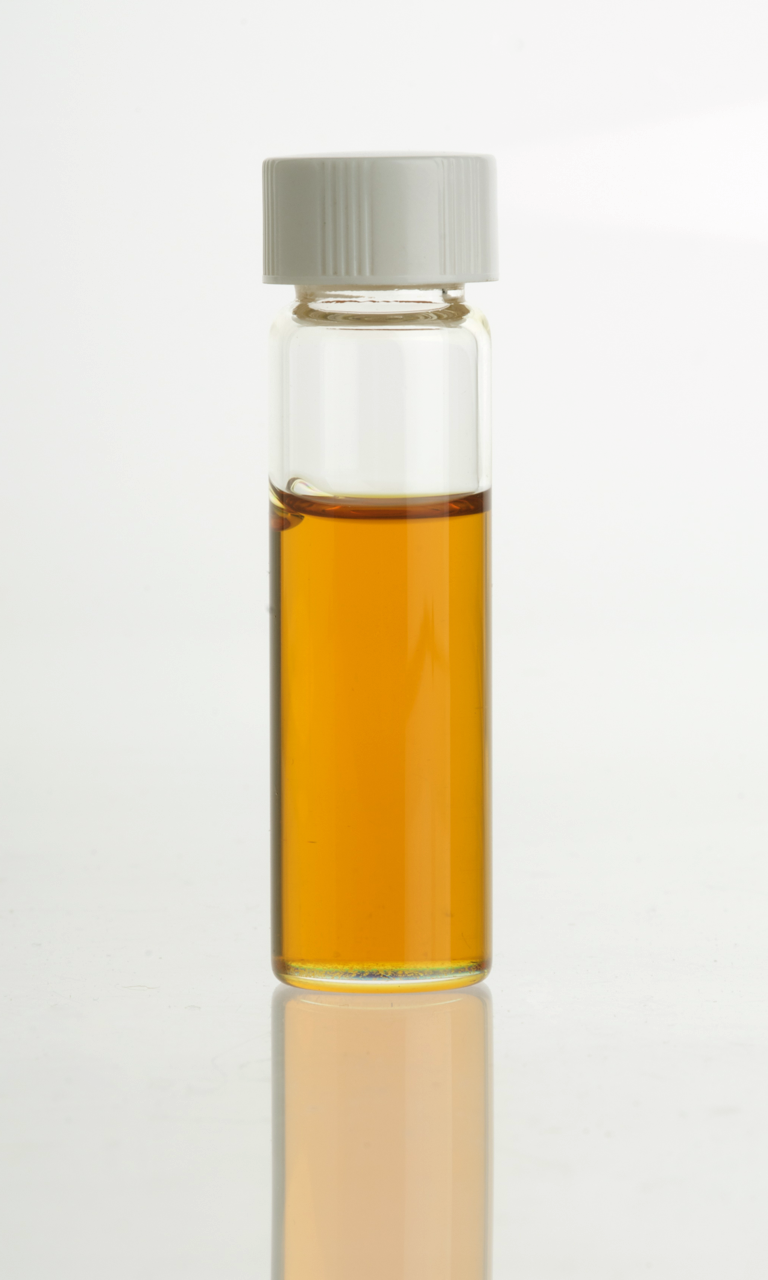
Olejek eteryczny z czystka żywicowego w przezroczystej szklanej fiolce

Uprawiany jest popularnie jako roślina ozdobna, uprawiana ze względu na silnie żywiczne liście i efektowne kwiaty. Jej liście dają pachnącą oleożywicę znaną jako labdanum, używaną w perfumach, zwłaszcza jako utrwalacz (nie mylić z laudanum, nalewką z opium).